# Burning for You
Burning for You je studiové album od anglické skupiny Strawbs.

## Seznam stop

### Strana 1
1. "Burning for Me" (Dave Cousins, John Mealing) – 4:01
2. "Cut Like a Diamond" (Cousins, Chas Cronk) – 3:44
3. "I Feel Your Loving Coming On" (Dave Lambert) – 2:56
4. "Barcarole (For the Death of Venice)" (Cousins, Cronk) – 3:25
5. "Alexander the Great" (Cousins, Lambert) – 3:59

### Strana 2
1. "Keep on Trying" (Cousins, Cronk) – 3:15
2. "Back in the Old Routine" (Cousins, Cronk, Lambert) – 3:17
3. "Heartbreaker" (Lambert) – 4:40
4. "Carry Me Home" (Cronk) – 3:28
5. "Goodbye (Is Not an Easy Word to Say)" (Cousins) – 3:44

### Bonus
Japonská reedice CD obsahuje navíc následující skladbu: -
1. "Joey and Me" (Cousins)

## Obsazení
- Dave Cousins – zpěv (1-10) (sólový zpěv 1, 2, 4, 5, 6, 10) akustická kytara (2-4, 6-8)
- Dave Lambert – sólová kytara (1-6, 8-10), zpěv (3-9) (sólový zpěv 3, 6, 7, 8, 9), akustická kytara (5, 8), akustická sólová kytara (7)
- Chas Cronk – baskytara (1-10), zpěv (3, 4, 6, 7), akustická kytara (7)
- Rod Coombes – bicí (1-3, 5-10)

hostující hudebníci
- Robert Kirby – piano (1-3), syntetizer (1-3), orchestrální aranžmá (1-3, 9), elektrické piano (4, 6, 9), mellotron (4-6, 8), klavinet (8), akustická kytara (7)
- John Mealing – piano (7, 9, 10), syntetizer (3-5, 8), mellotron (3), harpsichord (1, 2), tubular bells (3), varhany (4), orchestrální aranžmá (10)

## Nahrávání alba
- Jeffrey Lesser – producent
- Robin Freeman – asistent

Nahráno a mixováno v Relight Studios, Hilvarenbeek, Holandsko

## Historie vydání
| Region             | Datum | Značka               | Formát    | Katalog       | Poznámka           |
| ------------------ | ----- | -------------------- | --------- | ------------- | ------------------ |
| Spojené království | 1977  | Oyster               | stereo LP | 2391 287      |                    |
| Spojené státy      | 1977  | Oyster               | stereo LP | OY-1-1604     |                    |
| Spojené království | 1977  | Oyster               | MC        | 3177 287      |                    |
|                    | 1996  | Road Goes on Forever | CD        | RGF/WCDCD 027 | Baleno s Deep Cuts |
| Japonsko           | 2003  | Muskrat              | CD        | RATCD 4220    |                    |
| Spojené království | 2006  | Witchwood Media      | CD        |               |                    |